# クルムカケ
クルムカケ(Krumkake)は、ノルウェーのワッフルクッキーである。小麦粉、バター、卵、砂糖、クリームから作る。ノルウェー語で「曲がったケーキ」という意味である。
イタリアのピッツェッレやカンノーロに似た、直径13-20cmの薄い丸い形のケーキで、伝統的にワッフルメーカーに似た二面に装飾模様の付いた鉄板で焼いて作る。かつてはストーブの上で焼いたが、最近の電気式のものは、焦げ付き防止加工、自動タイマー、一度に複数枚焼ける等の便利な機能を備えている。まだ熱いうちに木かプラスチックでできた円錐形の型に巻いて成形する。そのままか、またはホイップクリームやその他のフィリングを詰めて食べる。
ノルウェー系アメリカ人移民やその子孫が普及したことにより、ノルウェーだけではなく、ニューイングランドやアメリカ合衆国中西部でも人気がある。
サンドバケルスやロゼットとともに、伝統的にクリスマスに向けて作られ、伝統的にクリスマスイブのディナーの後のデザートとして食べられる。
ドイツでは、甘い具材を詰めるのが一般的であり、アイスクリーム・コーンとしても用いることがある。

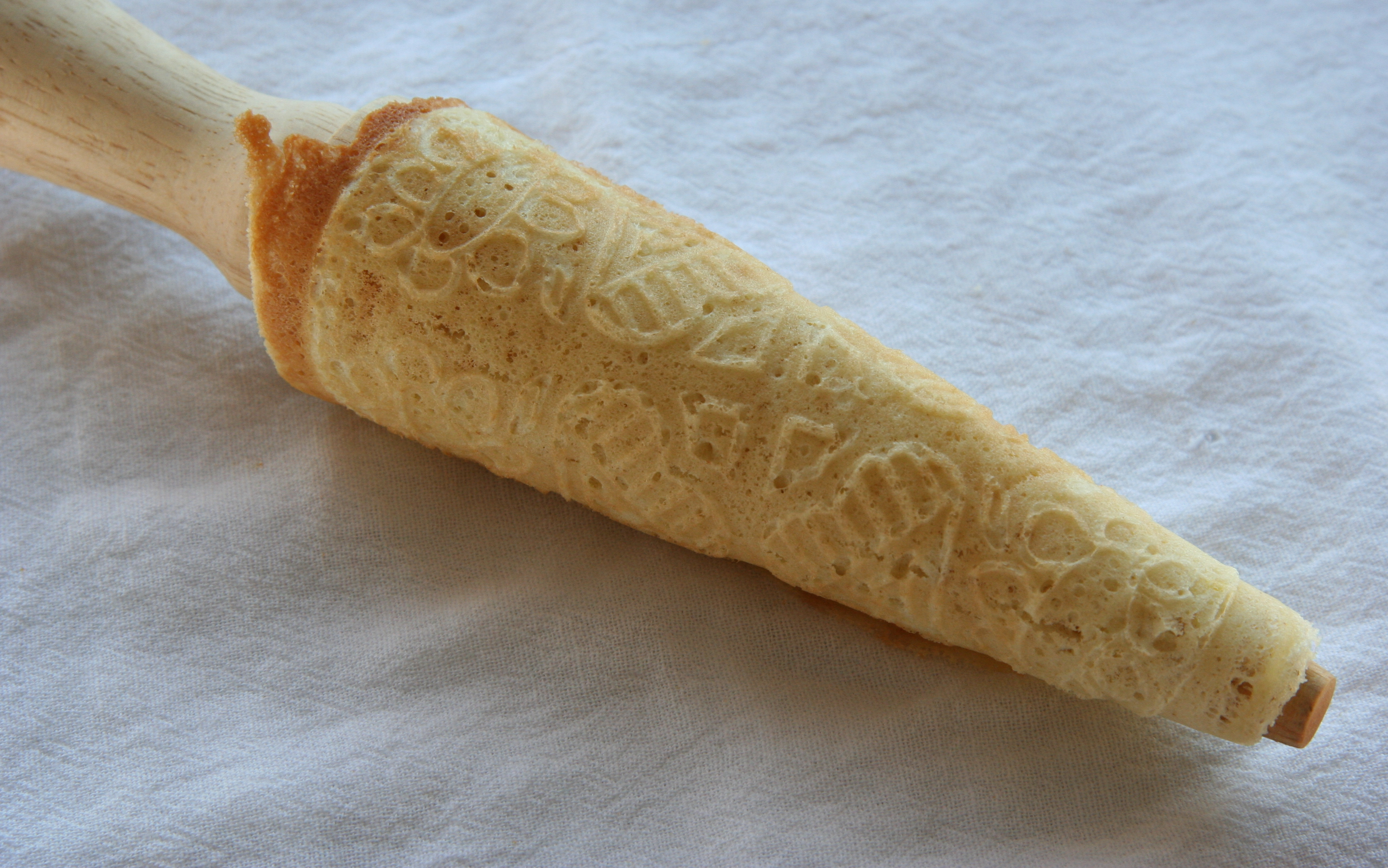
Krumkake just off the hot iron, being shaped on a conical rolling pin
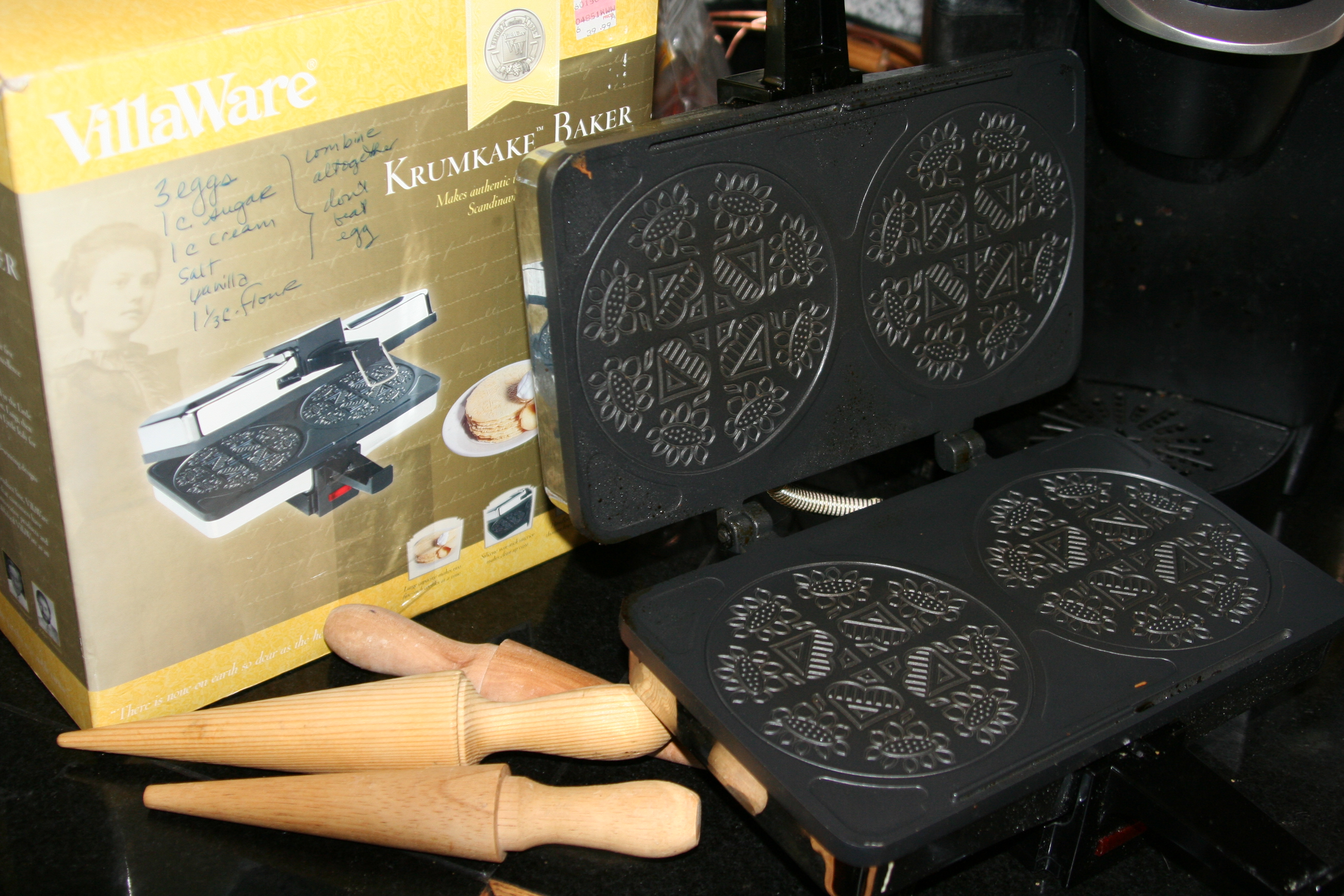
Electric krumkake iron and wooden krumkake rollers
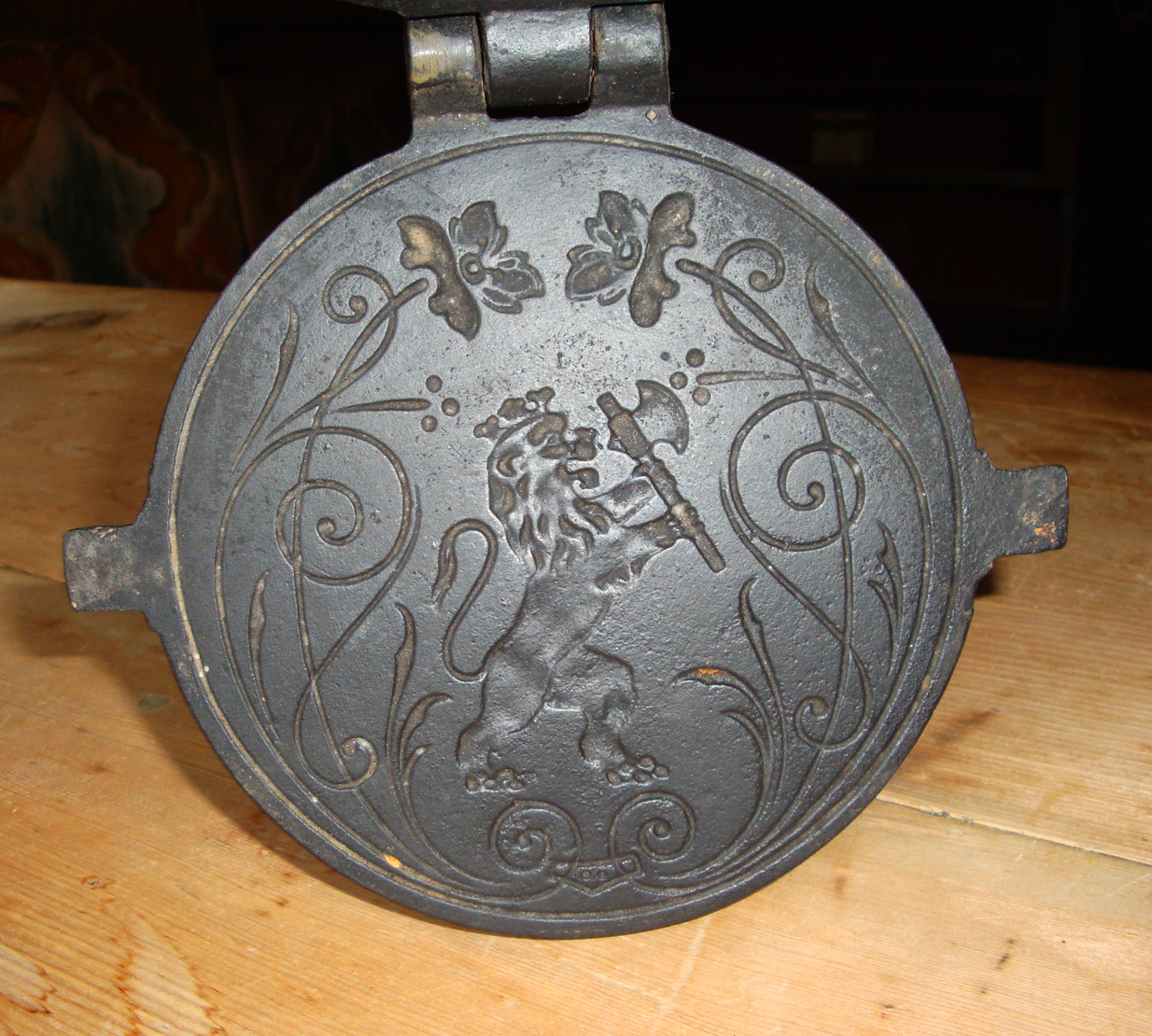
19th century krumkake iron decorated with national coat of arms
- Videoclip: baking a krumkake